# Odrovice
Odrovice (německy Odrowitz) jsou obec v okrese Brno-venkov v Jihomoravském kraji. Rozkládají se v Dyjsko-svrateckém úvalu, na okraji přírodního parku Niva Jihlavy. Žije zde 240 obyvatel.

## Název
Název vesnice zprvu zněl Odřenovici a šlo původně o označení jejích obyvatel. Byl odvozen od osobního jména Odřen (v jehož základu je sloveso odřieti) a znamenal "Odřenovi lidé". Do němčiny byl název přejat se zkrácením na Odrowitz (poprvé doloženo 1322), jeho zpětným počeštěním vzniklo Odrovice. V místním nářečí se tvar Odrenovice udržel až do 20. století.

## Historie
První písemná zmínka o obci pochází z roku 1190.

## Obyvatelstvo
| Rok            | 1869 | 1880 | 1890 | 1900 | 1910 | 1921 | 1930 | 1950 | 1961 | 1970 | 1980 | 1991 | 2001 | 2011 | 2021 |
| -------------- | ---- | ---- | ---- | ---- | ---- | ---- | ---- | ---- | ---- | ---- | ---- | ---- | ---- | ---- | ---- |
| Počet obyvatel | 277  | 324  | 305  | 310  | 326  | 311  | 271  | 256  | 248  | 225  | 203  | 169  | 186  | 197  | 248  |
| Počet domů     | 54   | 55   | 56   | 58   | 60   | 59   | 62   | 59   | 55   | 53   | 55   | 60   | 60   | 70   | 72   |

Vývoj počtu obyvatel

## Pamětihodnosti
- Kostel Panny Marie Pomocnice křesťanů – novorománský chrám z roku 1900
- Pozdně gotická boží muka z roku 1521 před kostelem
- Socha svatého Jana Nepomuckého
- Bývalá zvonice na návsi
- Radnice

## Galerie

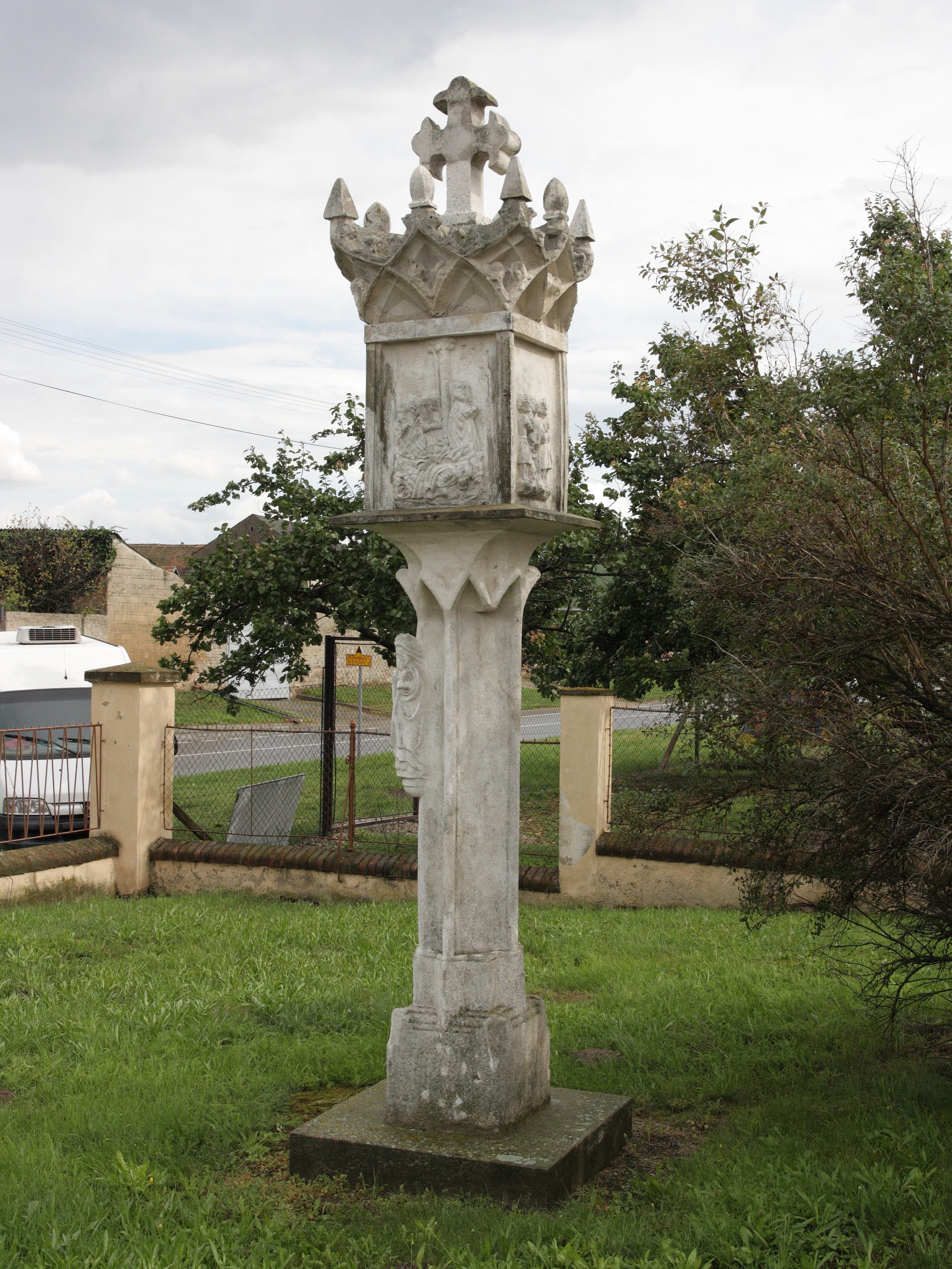
Gotická boží muka
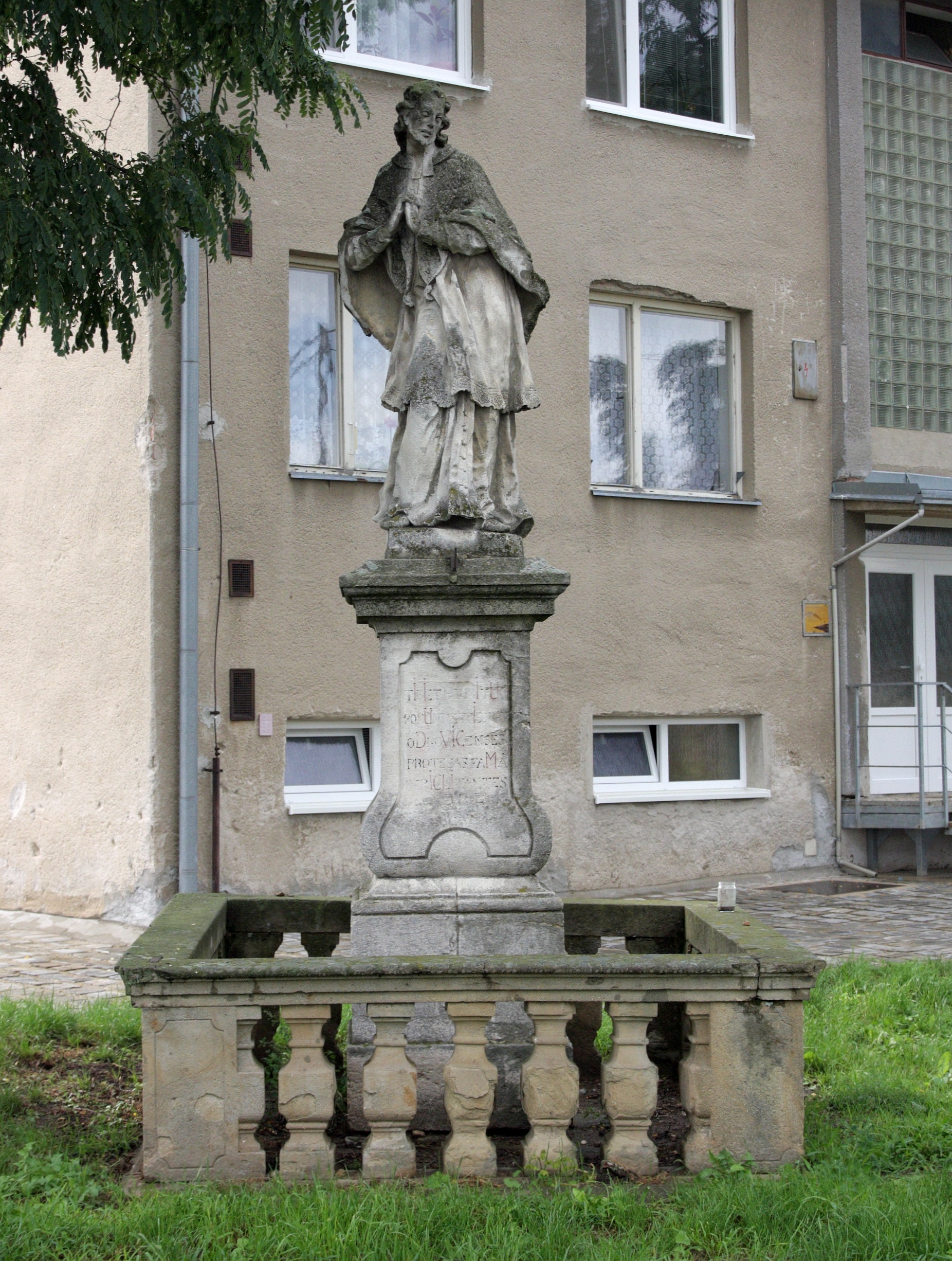
Socha svatého Jana Nepomuckého
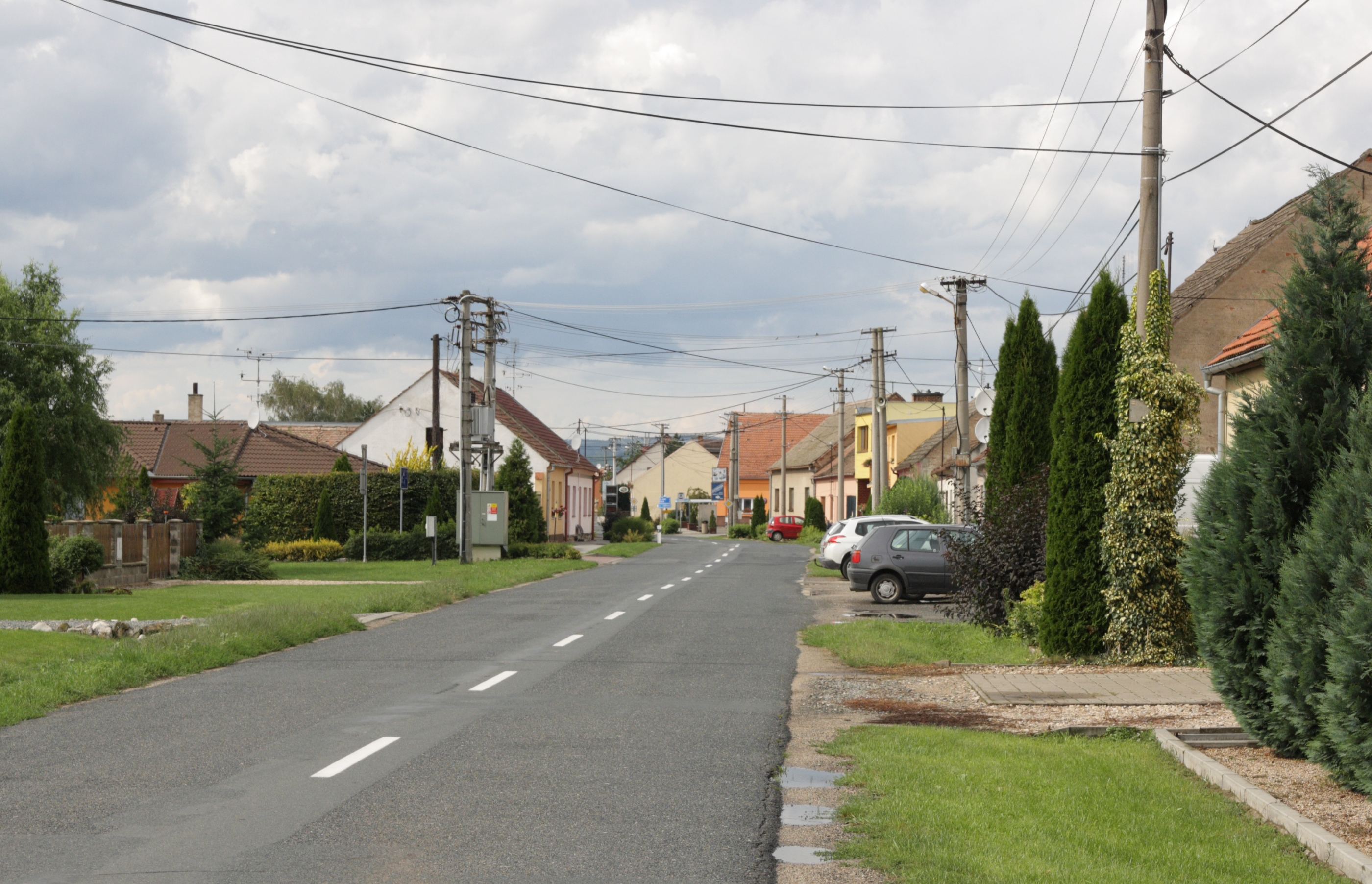
Hlavní ulice